# 包陪麗
包陪麗，BBS，是香港艺术家、社会活动家。现任香港艺术中心（Hong Kong Art Centre）名誉主席。

## 背景
包陪麗是世界船王包玉刚之三女，長姐是包陪慶，祖籍浙江镇海县，今宁波市镇海区，是北宋名臣包拯第30世孙女。嫁日本船王渡伸一郎，長子渡謙作。她早年就讀英華女學校小學部（1962年小六），1959年曾報考英國皇家音樂學院鋼琴考試，後赴美国留学，毕业于华盛顿大学，获得历史和艺术学位。后又就读于美国克里夫蘭藝術學院，学习建筑设计与艺术。20世纪80年代在美国纽约发展艺术，从事雕塑、绘画创作。在纽约卖出平生首幅画作，卖价8000美元。20世纪90年代在上海从事艺术、房产生意。在上海创办武康庭，是上海一集建筑艺术、设计和生活高端品味的小区。
回香港后专注香港艺术发展和社会活动。1996年至1997年，任香港藝術發展局委員。1995年至2007年，任香港芭蕾舞團董事局主席。2005年创办香港公共藝術，亲任總監、董事會主席。2006年至2012年，任香港藝術中心主席，现任香港艺术中心名誉主席、藝術節目委員會主席、監督團主席。现任香港芭蕾舞團名譽主席。是西九文化區管理局董事局成員、博物館委員會成员和表演藝術委員會成員。在香港文化产业建树颇著，任康世國際投資有限公司總裁及其聯營公司的董事。
2015年斥资6600萬港元購世紀大廈。2015年7月出席公益会议突然中风，引起各媒体关注。

## 荣誉
- 香港铜紫荆勋衔，BBS
- 2004年，獲香港舞蹈聯盟頒授香港舞蹈年獎
- 2012年，獲頒萬寶龍國際藝術贊助人大獎[14]